# Карповка (Полтавская область)
Карповка (укр. Карпівка) — село,
Саловский сельский совет,
Кременчугский район,
Полтавская область,
Украина.
Код КОАТУУ — 5322485602. Население по переписи 2001 года составляло 129 человек.

## Географическое положение
Село Карповка находится на левом берегу реки Днепр в месте впадения в неё реки Сухой Кобелячек,
примыкает к селу Саловка.
Река (Сухой Кобелячек) в этом месте извилистая, образует лиманы, старицы и заболоченные озёра.

## История
Есть на карте 1869 года как Карпенки.

## Экология
- Рядом с селом расположены большие отстойники.